# Robbie Kay
Robert Andrew „Robbie” Kay (ur. 13 września 1995) – brytyjski aktor filmowy.

## Filmografia
- 2008: Pinokio – opowieść o chłopcu z drewna jako Pinokio
- 2011: Piraci z Karaibów: Na nieznanych wodach jako chłopiec pokładowy
- 2011: Dawno, dawno temu jako młody Malcolm / Flecista z Hameln / Piotruś Pan (s03e01−s03e11, s05e12 i s05e19−s05e20)
- 2015: Heroes: Odrodzenie jako Thomas „Tommy” Clark